# Pema Tshering
Pema Tshering (* 15. Juli 1951) ist ein bhutanischer Bogenschütze.
Tshering, 1,65 m groß und 65 kg schwer, nahm an den Olympischen Spielen 1988 in Seoul teil, wo er den 76. Rang belegte. Mit der Mannschaft wurde er 22. und somit Letztplatzierter. 1992 war er erneut am Start und erreichte im Einzelwettkampf den 75. und letzten, mit der Mannschaft den 20. und ebenfalls letzten Platz.
Noch 2012 war Tshering aktiv.